# Tatyana Ali
Tatyana Marisol Ali, född 24 januari 1979 i  Brooklyn i New York, är en amerikansk skådespelerska och sångerska. Hon är mest känd från TV-serien Fresh Prince i Bel Air. Hon spelade en återkommande roll på The Young and the Restless från 2007 till 2013.
Ali är den äldsta dottern till Sheriff och Sonia Ali. Hon är av panamansk och indo-trinidadisk härkomst.
I mars 2016 avslöjade Ali att hon var förlovad med Dr. Vaughn Rasberry. Hon och Rasberry gifte sig den 17 juli 2016 i Beverly Hills, Kalifornien. Paret har två söner.

## Filmografi

### Film
| År   | Titel                               | Roll               | Anteckningar |
| ---- | ----------------------------------- | ------------------ | ------------ |
| 1987 | Raw                                 | Eddies syster      |              |
| 1988 | Crocodile Dundee II                 | Park tjej          |              |
| 1997 | Och han älskade dem alla            | Janell Cross       |              |
| 1998 | The Clown at Midnight               | Monica             |              |
| 1999 | Jawbreaker                          | Brenda             |              |
| 2000 | Brother                             | Latifa             |              |
| 2001 | The Brothers                        | Cherie Smith       |              |
| 2003 | National Lampoon Presents Dorm Daze | Claire             |              |
| 2005 | Back in the Day                     | Alicia Packer      |              |
| 2006 | Glory Road                          | Tina Malichi       |              |
| 2009 | Mother and Child                    | Maria              |              |
| 2010 | Pete Smalls Is Dead                 | Cocktail servitris |              |

### TV
| År        | Titel                      | Roll              | Anteckningar                  |
| --------- | -------------------------- | ----------------- | ----------------------------- |
| 1985–1990 | Sesam                      | Tatyana           | Återkommande roll             |
| 1987      | Star Search                | Tävlande          | Säsong 5                      |
| 1990–1996 | Fresh Prince i Bel Air     | Ashley Banks      | Huvudroll (147 avsnitt)       |
| 2007–2013 | The Young and the Restless | Roxanne           | Återkommande roll; 53 avsnitt |
| 2018      | Fancy Nancy                | Mrs. James (röst) | Huvudroll                     |

## Diskografi

### Album
- 1998 - Kiss the Sky
- 2014 - Hello

### Singlar
- 1998 - Daydreamin
- 1998 - Boy You Knock Me Out (ft. Will Smith)
- 1999 - Everytime